# Судакский городской совет
Суда́кский городско́й сове́т (укр. Судацька міська рада, крымскотат. Sudaq şeer şurası, Судакъ шеэр шурасы) — орган местного самоуправления одноимённой территориальной общины Феодосийского района Автономной Республики Крым Украины, до 2023 года также являлся подчинённой совету территорией города республиканского значения Судак Автономной Республики Крым (согласно позиции Украины; до 1991 года — в составе Крымской области, до 1945 года — в составе Крымской АССР). Орган местного самоуправления муниципального образования — городского округа Судак Республики Крым Российской Федерации (согласно позиции России, аннексировавшей Крым).
Административный центр (месторасположение одноимённого органа власти — горсовета) — город Судак.

## История
В 1923 году в Крымской АССР в РСФСР в составе СССР впервые был образован Судакский район. В 1929 году Судак получил статус курортного посёлка (пгт): сформирован Судакский поселковый совет. В 1954 году он вместе со всем районом перешёл в Крымскую область УССР в составе СССР. 30 декабря 1962 года Судакский район был ликвидирован, пгт Судак был переподчинён Феодосийскому городскому совету.
7 декабря 1979 года посёлок городского типа Судак Феодосийского городского совета Крымской области УССР в составе СССР вновь стал центром воссозданного Судакского района. Указом Президиума Верховного Совета УССР от 2 марта 1982 года пгт был отнесён к категории городов районного значения: впервые был образован Судакский городской совет. Постановлением Верховного Совета Крымской АССР Украины от 24 октября 1991 года Судакский район был вновь упразднён и город Судак впервые был отнесён к категории городов республиканского подчинения: Судакский городской совет стал самостоятельной (вне района) и территориально расширенной (за счёт бывшего района) административно-территориальной единицей. Подтверждено постановлением Верховного Совета Украины от 26 декабря 1991 года о ликвидации Судакского района и создании Судакского горсовета.
С 2014 года в результате аннексии Крыма Россией на месте горсовета находится городской округ Судак Республики Крым.
17 июля 2020 года парламент Украины, не признающий аннексию Крыма Россией, принял постановление о новой сети районов в стране, которым предполагается объединить территории Кировского (Ислямтерекского) и Советского (Ичкинского) районов с бывшими Феодосийским и Судакским горсоветами в новообразованный Феодосийский район, однако это решение не вступало в силу в рамках украинского законодательства до «возвращения Крыма под общую юрисдикцию Украины». 9 сентября 2023 года, несмотря на отсутствие контроля над полуостровом, вступили в силу поправки, которые ввели в действие данное постановление в отношении Крыма.

## Население
По данным всеукраинской переписи населения 2001 года население горсовета составляло 29 448 человек, из них 14 800 жило в Судаке. Этнический состав населения был следующим:
- русские — 59,2 %
- украинцы — 17,6 %
- крымские татары — 17,4 %
- белорусы — 1,3 %[8].

## Административное деление

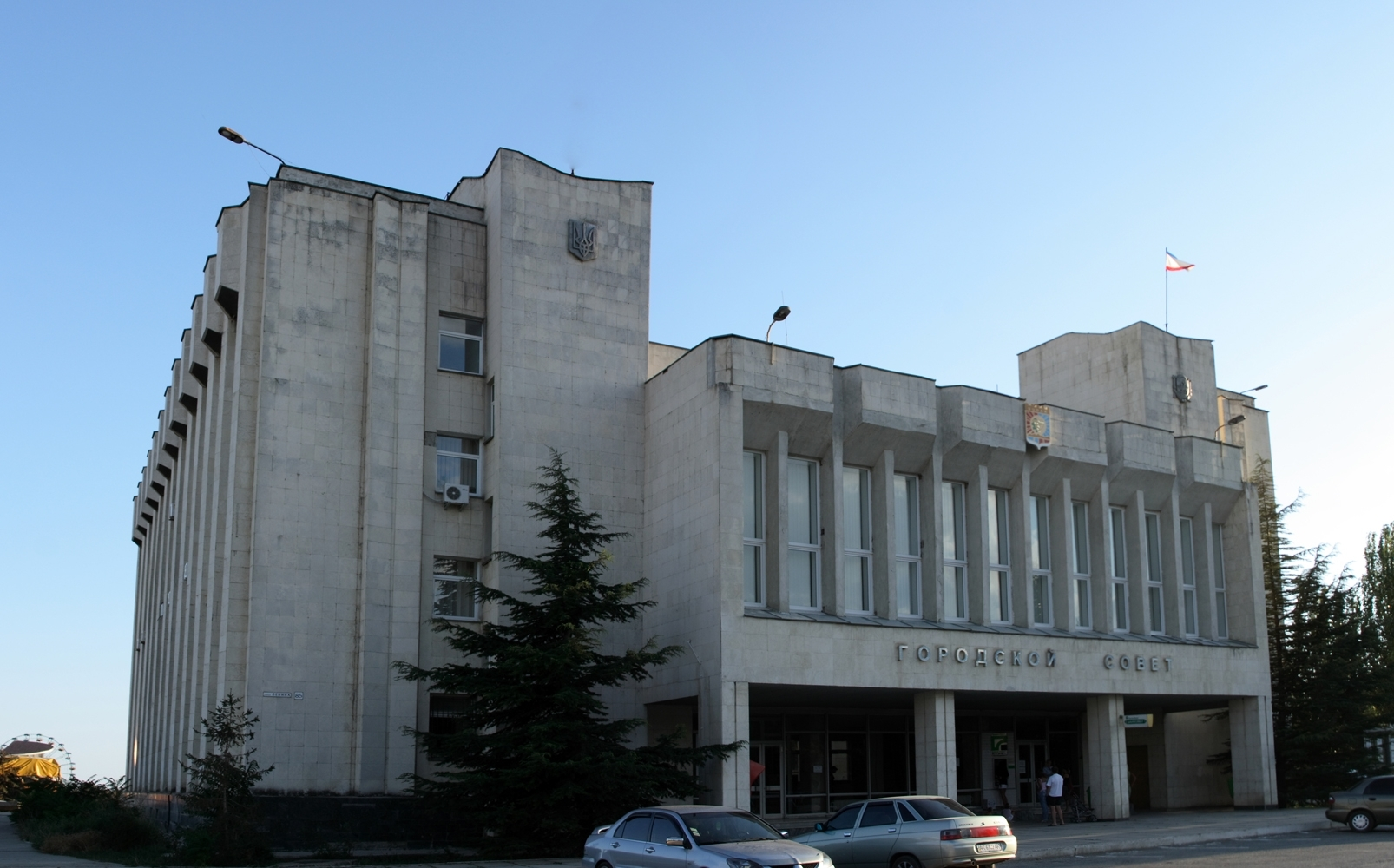
Здание Судакского городского совета

В состав горсовета к 2014 году входили: 1 город, 6 сельских советов и 1 поселковый совет, которые объединяли 1 город (Судак), 1 посёлок городского типа (Новый Свет), 13 сёл и 1 посёлок.
В скобках указаны исторические названия сёл, изменённые в 1945 и в 1948 годах после депортации крымских народов.
- Весёловский сельский совет
  - Весёлое (Кутлак)
- Грушевский сельский совет
  - Грушевка (Салы)
  - Переваловка (Эль-Бузлу)
  - Холодовка (Османчик)
- Дачновский сельский совет
  - Дачное (Тарак-Таш)
  - Лесное (Сувук-Сув)
- Междуреченский сельский совет
  - Междуречье (Ай-Серез)
  - Ворон
- Морской сельский совет
  - Морское (Капсихор)
  - Громовка (Шелен)
- Новосветский поселковый совет
  - Новый Свет (Лиман)
- Солнечнодолинский сельский совет
  - Солнечная Долина (Коз)
  - Богатовка (Токлук)
  - Миндальное (Арка-Дереси)
  - Прибрежное (Кефессия)

### Исчезнувшие населённые пункты горсовета
Несколько населённых пунктов, находившихся на территории горсовета, были упразднены в разное время по различным причинам:
- Аджи-Бай — упразднено между 1954 и 1968 годами;
- Верхнее Поле
- Высокое, до 1948 года Шах-Мурза упразднено между 1968 и 1977 годами;
- Зелёное, до 1948 года Каргалык — между 1968 и 1977 годами;
- Каменка, до 1948 года Большой Таракташ — в период между 1 января и 1 июня 1977 года объединено с Дачным;
- Курт, Курты — исчезло между 1902 и 1915 годами;
- Уютное, до 1948 года Немецкая колония — между 1968 и 1977 годами включено в состав Судака.

О некоторых населённых пунктах сохранились только разовые упоминания, и восстановить их историю пока не представляется возможным:
- Айсава — встречается только в «…Памятной книжке Таврической губернии на 1902 год» как деревня Судакского сельского общества с 38 жителями в 9 домохозяйствах[9];
- Воронская Долина — встречается в Списке населённых пунктов Крымской АССР по Всесоюзной переписи 17 декабря 1926 года как хутор Капсихорского сельсовета, с 6 дворами и 22 жителями (10 татар, 7 армян и 5 белорусов)[10]; по данным всесоюзная перепись населения 1939 года проживало 58 человек[11].
- Долина Роз — между 1954 и 1968 годами включено в состав Судака[12];
- Звёздное — ранее Подгороднее. Переименовано в Звёздное между 1954 и 1968 годами[12] и ликвидировано между 1968 и 1977 годами как село Морского сельсовета[13];
- Ильичёвское — между 1954 и 1968 годами включено в состав Судака[12];
- Карагач — встречается только в «…Памятной книжке Таврической губернии на 1902 год» как деревня Судакского сельского общества с 60 жителями в 7 домохозяйствах[9];
- Копсель — встречается в «Списке населённых мест Таврической губернии по сведениям 1864 г.» как урочище с 2 дворами и 7 жителями[14] и в «…Памятной книжке Таврической губернии на 1902 год» как деревня Токлукского сельского общества с 3 жителями в 1 домохозяйстве[9];
- Меганом — встречается только в документе о ликвидации между 1954 и 1968 годами как посёлок Солнечнодолинского сельсовета[12];
- Новое — до 1948 года Берлик-Таракташ; встречается в указе о переименовании; между 1954 и 1968 годами включено в состав Судака[12];
- Старое — до 1948 года Эски-Юрт; встречается в указе о переименовании; ликвидировано между 1954 и 1968 годами как посёлок Дачновского сельсовета[12];
- Чобан-Куле — встречается только в документе о ликвидации между 1954 и 1968 годами как посёлок Морского сельсовета[12]